# Xella
Xella (en castellà i oficialment, Chella) és un municipi del País Valencià situat a la comarca de la Canal de Navarrés.

## Geografia
L'orografia del terme és muntanyosa, integrada en el massís del Caroig i ric en coves i jaciments. Hidrogràficament es troba solcat pel riu Sellent i els barrancs del Lobo, del Turco, Malet, Rafes, Obrer, Sarsalet i algú més. Les altures més importants són Soterraría (324 m), Monto (417 m) i Gallinero (657 m). També hi ha força fonts: la dels tres xorros, la de las Clochicas, del Romeral del Cano, de la Mina, de los Chopos, etc. Altres paratges visitables a través de la xàrcia de senders senyalitzats, són l'Abrullador, Salsalet, el Salto, el santuari de la Verge de la Paloma i el Mirador.
El seu terme municipal limita amb els d'Anna, Bolbait, Enguera i Navarrés (a la mateixa comarca) i amb Cotes, Sellent i Sumacàrcer (a la Ribera Alta).

## Història
Al seu terme s'han trobat diversos jaciments arqueològics. Al barranc del Lobo hi ha les coves Alta de las Conchas, la de la Peña Gorda, la de la Bellota, i la de Vicente Vaello que van des del Mesolític fins a l'Edat dels Metalls; de l'Eneolític tenim les coves de los Baños; dels ibers restes de ceràmiques als Secanos Altos i en alguna altra localització, i a la Peña del Turco es troben setze covetes de datació indeterminada. També d'època romana s'han trobat diverses restes i, fins i tot, una fàbrica de monedes falses. Dels musulmans coves destinades a ritus funeraris a la Peña del Turco. Durant l'època medieval fou un xicotet senyoriu laic de musulmans que Jaume I (1208-1276) donà a Pere d'Obit. El 1300 hi era senyor Jaume d'Oblites. En 1341 fou cedida pel rei a Tomeu d'Ulmis i el 1356 passà al comte de Dénia i als ducs reials de Gandia. A finals del segle xv era son senyor Gaspar Fabra, i passà després a la família Borja, quedant des d'aleshores inclòs en els estats del ducat de Gandia. Expulsats els moriscos el 1609 (90 famílies segons el Cens de Caracena), el duc de Gandia, en Carles de Borja donà carta pobla el 1611. El 1750 n'era senyor en Josep de Bellvís, marqués de Bèlgida.

## Demografia
| 1990  | 1992  | 1994  | 1996  | 1998  | 2000  | 2002  | 2004  | 2006  | 2007  | 2014  |
| ----- | ----- | ----- | ----- | ----- | ----- | ----- | ----- | ----- | ----- | ----- |
| 2.590 | 2.531 | 2.549 | 2.539 | 2.525 | 2.527 | 2.566 | 2.618 | 2.701 | 2.776 | 2.683 |

## Economia
Zona tradicionalment agrícola, al regadiu es conreen alls, blat, dacsa, cacaus, cebes i tabac; i al secà oliva, raïm, garrofa i ametla. L'activitat artesanal continua prou arrelada i així podem trobar manufactures de caliquenyos o randa de boixets. També es treballa la pedra per a fabricar llambordes, xemeneies, etc.

## Política i govern

### Composició de la Corporació Municipal
El Ple de l'Ajuntament té 11 regidors. En les eleccions municipals de 26 de maig de 2019 foren elegits 8 regidors del Partit Socialista del País Valencià (PSPV-PSOE) i 3 del Partit Popular (PP).
| Eleccions municipals de 26 de maig de 2019 - Xella                                                                            |                                          |                                     |                                     |        |          |          |
| Candidatura | Candidatura                              | Candidatura                         | Cap de llista                       | Vots   | Vots     | Regidors |
| | Partit Socialista del País Valencià-PSOE |                                     | José Enrique Talón Seguí            | 1.069  | 64,95%   | 8 (+2)   |
| | Partit Popular                           |                                     | Victoria Ortolà Granero             | 480    | 29,16%   | 3 (-1)   |
| | Altres candidatures                      |                                     |                                     | 91     | 5,53%    | 0 ( -1)  |
| | Vots en blanc                            |                                     |                                     | 6      | 0,36%    |          |
| Total vots vàlids i regidors                                                                                                  | Total vots vàlids i regidors             | Total vots vàlids i regidors        | Total vots vàlids i regidors        | 1.646  | 100 %    | 11       |
| | Vots nuls                                | Vots nuls                           | Vots nuls                           | 17     | 1,02%    |          |
| Participació (vots vàlids més nuls)                                                                                           | Participació (vots vàlids més nuls)      | Participació (vots vàlids més nuls) | Participació (vots vàlids més nuls) | 1.663  | 84,76%** |          |
| Abstenció | Abstenció                                | Abstenció                           | Abstenció                           | 299*   | 15,24%** |          |
| Total cens electoral | Total cens electoral                     | Total cens electoral                | Total cens electoral                | 1.962* | 100 %**  |          |
| Alcalde: José Enrique Talón Seguí (PSPV) (15/06/2019) Per majoria absoluta dels vots dels regidors                            |                                          |                                     |                                     |        |          |          |
| Fonts: JEC, JEZ Xàtiva, M. Interior, Periòdic Ara. (* No són vots sinó electors. ** Percentatge respecte del cens electoral.) |                                          |                                     |                                     |        |          |          |

### Alcaldes
Des de 2015 l'alcalde de Xella és José Enrique Talón Seguí del Partit Socialista del País Valencià (PSPV-PSOE).
| Període                       | Alcalde o alcaldessa         | Partit polític | Data de possessió | Observacions |
| ----------------------------- | ---------------------------- | -------------- | ----------------- | ------------ |
| 1979–1983                     | Juan Martínez Granero        | UCD            | 19/04/1979        | --           |
| 1983–1987                     | Juan Martínez Granero        | AP-PDP-UL-UV   | 28/05/1983        | --           |
| 1987–1991                     | José Agustín Talón Ballester | PSPV-PSOE      | 30/06/1987        | --           |
| 1991–1995                     | Andrés Fernández Orts        | PSPV-PSOE      | 15/06/1991        | --           |
| 1995–1999                     | Vicente Coloma Granero       | PP             | 17/06/1995        | --           |
| 1999–2003                     | Vicente Coloma Granero       | PP             | 03/07/1999        | --           |
| 2003–2007                     | Pablo Seguí Granero          | PSPV-PSOE      | 14/06/2003        | --           |
| 2007–2011                     | Pablo Seguí Granero          | PSPV-PSOE      | 16/06/2007        | --           |
| 2011–2015                     | Pablo Seguí Granero          | PSPV-PSOE      | 11/06/2011        | --           |
| 2015–2019                     | José Enrique Talón Seguí     | PSPV-PSOE      | 13/06/2015        | --           |
| 2019-2023                     | José Enrique Talón Seguí     | PSPV-PSOE      | 15/06/2019        | --           |
| Des de 2023                   | n/d                          | n/d            | 17/06/2023        | --           |
| Fonts: Generalitat Valenciana |                              |                |                   |              |

## Monuments
- Església de la Verge de Gràcia. Del segle xviii. La cúpula és estudiada per la sospita que Gaudí (1852-1926) va participar en el disseny.[cal citació]
- Ermita de Sant Nicolau.
- Convent de les Monges.
- Els Castillets. Restes d'origen àrab.

## Festes i celebracions
- Festes Patronals: se celebren en honor de Sant Blai i el Crist del Refugi, del 2 al 4 de febrer. S'hi duen a terme cercaviles, concerts, processons, festes nocturnes, vaques, etc.
- Moros i Cristians. Desfilada de les diferents comparses de Moros i Cristians, la primera setmana d'agost.

## Personatges destacats
- Carlos Fabra Marín (1904-1970), militar republicà.
- Rafael Granero Bellver (1945), futbolista.